# Fryderyk von Waldburg-Wolfegg-Waldsee
Fryderyk von Waldburg-Wolfegg und Waldsee (właśc. Friedrich Leopold Maria Joseph Michael von Waldburg zu Wolfegg und Waldsee (ur. 29 września 1861 w Waldsee, zm. 21 kwietnia 1895 w Ditton Hall, Anglia) – arystokrata niemiecki w Królestwie Wirtembergii, później jezuita, Ojciec Fryderyk Waldburg SJ.

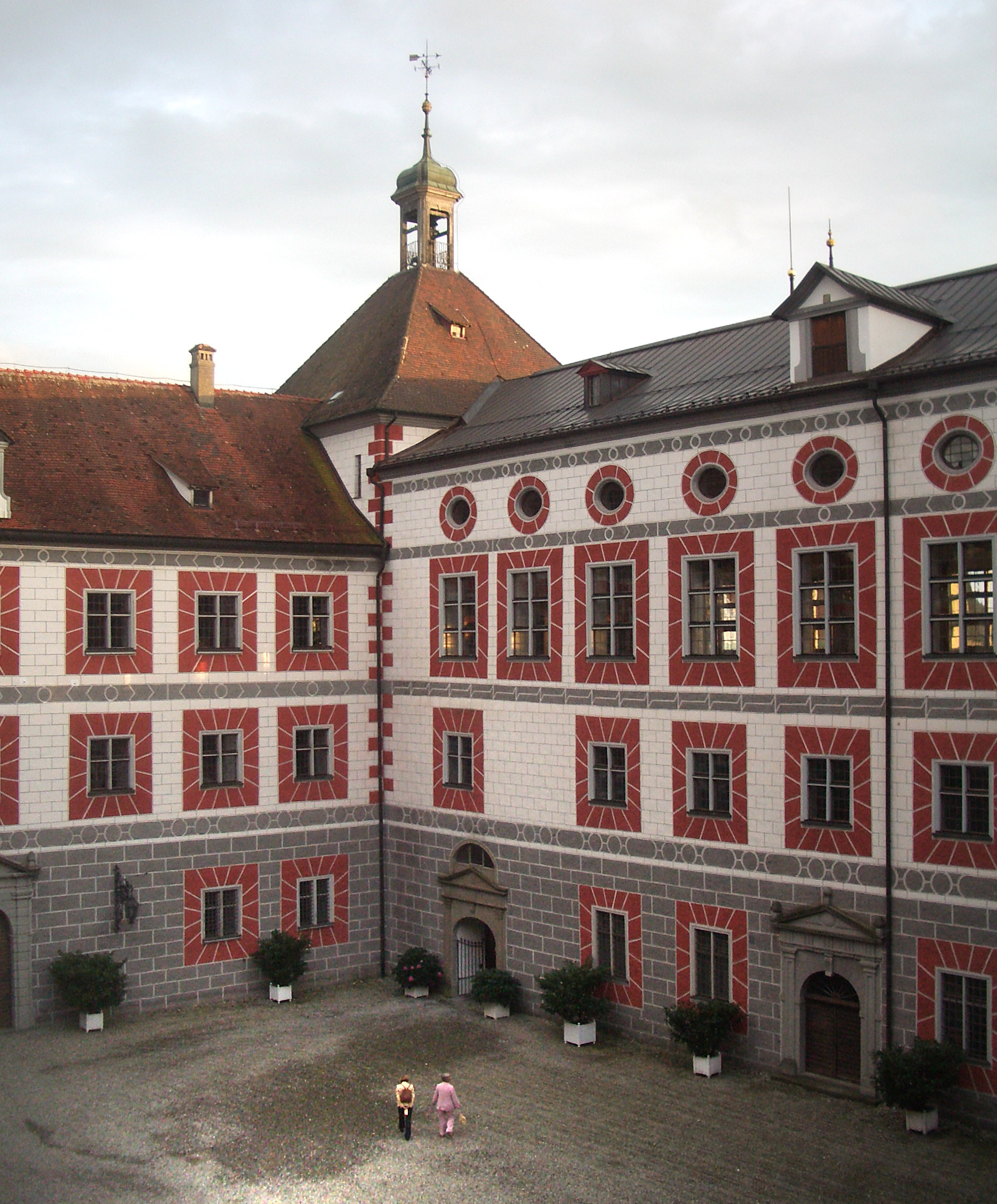
Patio zamku Wolfegg

## Życiorys
Fryderyk był najstarszym synem księcia Franciszka von Waldburg-Wolfegg-Waldsee (1833-1906) i księżnej Zofii (1836-1909), urodzonej jako hrabina Arco-Zinneberg, córki hrabiego Maksymiliana von Arco-Zinneberg (1811-1885) i jego żony hrabiny Leopoldyny von Waldburg-Zeil (1811–1886). Staraniem matki w młodości otrzymał bardzo dobre i bardzo religijne wychowanie. W wieku jedenastu lat oddany został do szkoły jezuickiej Stella Matutina w Feldkirch, w Austrii, gdzie spędził kolejne siedem lat. Potem rodzice wysłali go do Ellwangen, gdzie zdał maturę. Po roku nauki filozofii, znów w Feldkirch, studiował prawo w Heidelbergu, Tybindze, Pradze i Strasburgu.
W 1887 roku książę Fryderyk rozpoczął nowicjat w Blyenbeck (Holandia). Zdaniem przełożonych był dobrym i przykładnym kandydatem na członka Towarzystwa Jezusowego. Dalsze studia kontynuował w Ditton Hall (Anglia). Został wyświęcony na kapłana i mszę prymicyjną odprawił w 1894 roku. W uroczystościach uczestniczyło ponad 5000 osób. Po wyświęceniu na kapłana Fryderyk zrzekł się tytułów na rzecz brata Maksymiliana von Waldburg-Wolfegg-Waldsee. W niecały rok później już jako ojciec Fryderyk de Waldburg SJ zmarł 21 kwietnia 1895 roku. Miał niespełna 34 lata.